# Сленік (Арджеш)
Сленік (рум. Slănic) — село у повіті Арджеш в Румунії. Входить до складу комуни Аніноаса.
Село розташоване на відстані 129 км на північний захід від Бухареста, 41 км на північ від Пітешть, 131 км на північний схід від Крайови, 73 км на південний захід від Брашова.

## Населення
За даними перепису населення 2002 року у селі проживали 775 осіб. Усі жителі села рідною мовою назвали румунську.
Національний склад населення села:
| Національність | Кількість осіб | Відсоток |
| -------------- | -------------- | -------- |
| румуни         | 756            | 97,5%    |
| цигани         | 19             | 2,5%     |